# Antonín Tomíček
Antonín Tomíček (9. březen 1866, Slavníč – 17. listopadu 1935, Litomyšl) byl regionální historik a národopisec.

## Život
Narodil se ve Slavníči v okrese Havlíčkův Brod v Kraji Vysočina. Obecnou školu navštěvoval v Herálci. Poté studoval na gymnáziu – do sexty v letech 1878–1884 v Německém Brodě, septimu a oktávu pak dochodil ve Vysokém Mýtě, kde maturoval v roce 1887. Gymnázium ve Vysokém Mýtě absolvoval společně s prací poštovního výpravčího. Od roku 1888 do 1889 působil v Litomyšli, kam se po tříletém působení v Hradci Králové (1889–1892) na jaře 1892 vrátil k trvalému pobytu.

## Dílo
Po usazení v Litomyšli se Tomíčkovou první spisovatelskou prací stal příspěvek do Zíbrtova národopisného sborníku Český lid (ročník 1894), kde sepsal lidové názory o vodě, ohni a zemi na Herálecku. První samostatně vydanou prací byly pak Artikulové soudní z arcibiskupského panství Červeno-Řečického 1626–1667 otištěné ve Věstníku Královské české společnosti nauk 1897, č. XV. Většinu své další tvorby věnoval rodnému Humpolecku a Litomyšlsku, které mu bylo domovem.